# جنگ شامگاه سیسیلی
جنگ شامگاه سیسیلی یا فقط جنگ شامگاه یک درگیری بود که با شورش شامگاه سیسیلی علیه شارل آنژو در سال ۱۲۸۲ آغاز شد و در سال ۱۳۰۲ با صلح کالتابلوتا پایان یافت. این جنگ در سیسیل، کاتالونیا (جنگ صلیبی آراگون) و جاهای دیگر در غرب مدیترانه میان پادشاهان آراگون از یک طرف علیه شارل آنژو و پسرش شارل دوم، پادشاهان فرانسه و پاپ در طرف دیگر برقرار بود. این جنگ منجر به تقسیم پادشاهی سیسیل شد. طی صلح کالتابلوتا شارل دوم به عنوان پادشاه سرزمین‌های شبه‌جزیره سیسیل («پادشاهی سیسیل در آن سوی تنگه»، یعنی ناپولی) و فردریکو سوم به عنوان پادشاه سرزمین‌های جزیره («پادشاهی سیسیل در این سوی تنگه»، یعنی تریناکریا) تأیید شد.